# Futura (police de caractères)
Pour les articles homonymes, voir Futura.
Futura est une police de caractères linéale géométrique conçue par Paul Renner, entre 1924 et 1927, pour la fonderie Bauer (Bauersche Gießerei).
Elle participe, avec les productions de Jan Tschichold, à la modernité contemporaine du Bauhaus. S'opposant à une tradition typographique de la continuité, ces travaux se distinguaient par l'affirmation de nouveaux modèles d'écriture, notamment basés sur des formes géométriques, comme l'atteste le dessin de la lettre « O » dans le Futura.[réf. souhaitée]

## Histoire
Le Futura, conçu entre 1924 et 1927, est donc novateur pour son époque, car empreint des idéaux modernistes du Bauhaus, même si son créateur n'en fut pas membre. Le caractère va rencontrer un succès fulgurant et sera distribué dans le monde entier. Cependant les nazis vont rapidement imposer leur conception de la typographie. Désormais, tout doit être écrit en gothique allemand (Fraktur), police avec laquelle a été imprimé Mein Kampf. Le Futura sera interdit des documents officiels, et son auteur sera chassé de son poste de directeur de l'école d'imprimerie de Munich.
Il faudra attendre 1941, pour que les nazis renoncent à l'emploi obligatoire des écritures gothiques. Ce revirement est beaucoup plus pragmatique qu'idéologique. L'emploi des typographies gothiques dans les pays occupés rendait la propagande nazie illisible.

Formera, lettres en plomb de 1927, numérisées par Bastien Sozeau

Une édition numérique libre des caractères en plomb de 1927, appelée Formera, a été réalisée par Bastien Sozeau. Elle peut être obtenue sur GitHub, où il est également possible de participer au développement de la police de caractères.

## Une linéale géométrique?
Bien que son dessin soit basé sur des formes géométriques, la philosophie qui a guidé Paul Renner n'émane pas complètement d'une vision moderniste visant une simplification par l'abstraction géométrique du dessin des lettres, et son auteur n'a jamais appelé à une rupture radicale avec le passé.
Le Futura est inspiré des capitales romaines de la colonne Trajane et le dessin de ses bas-de-casses propose de multiples variations de lettres, renvoyant à la tradition manuscrite où la graphie des lettres peut également varier.

## Utilisations de Futura

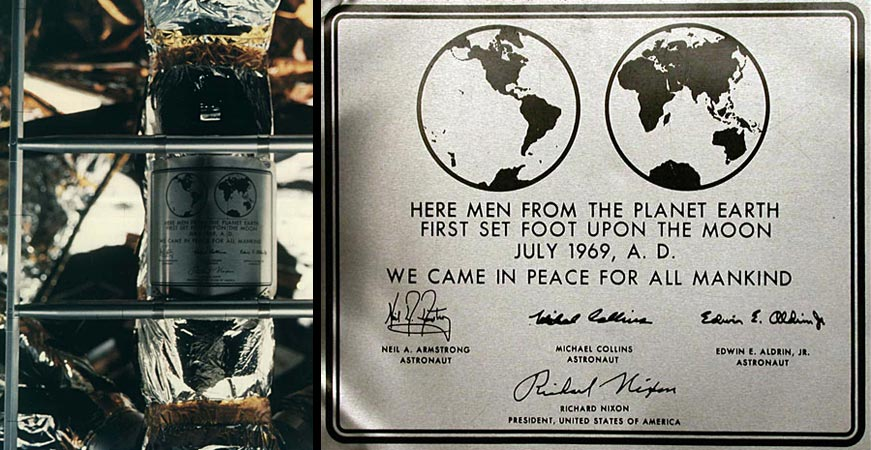
Futura a été utilisé pour la plaque commémorative déposée en juillet 1969 sur la Lune par la mission Apollo 11.

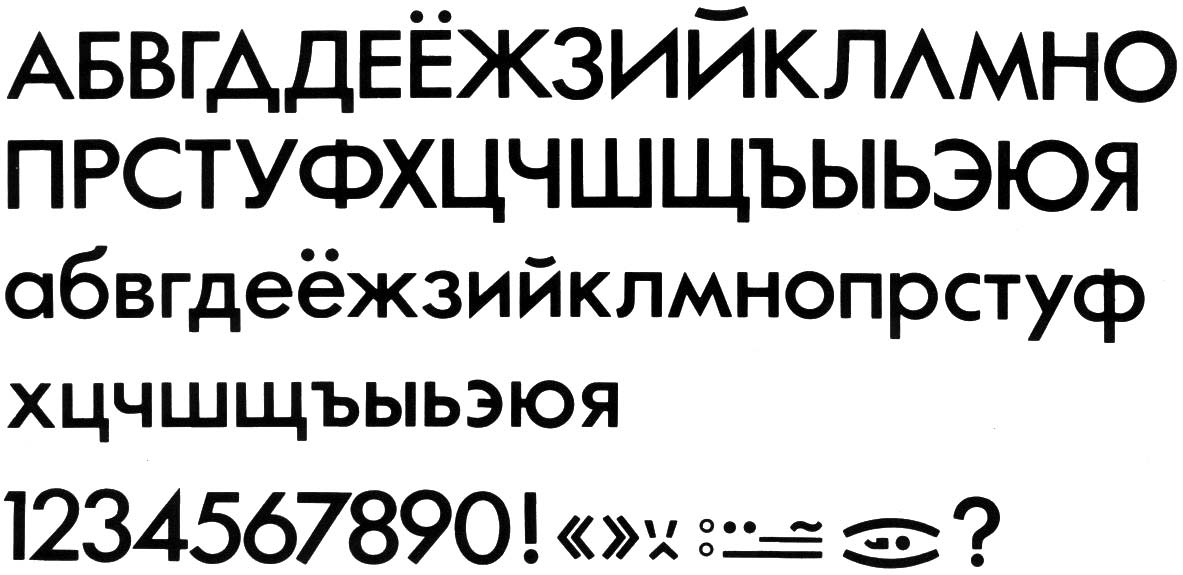
Variante cyrillique de la police de caractères Futura fait pour les Jeux olympiques d'été de 1980, à Moscou.

La police Futura est ou a été utilisée (quelques exemples) :
- par Ikea pour son catalogue jusqu'en 2009, date à laquelle Verdana est choisie en remplacement[5] ;
- par SCALA comme police principale (dérivée) pour ses logiciels de conception de présentations multimédia, notamment Scala MM100 ;
- par RTL pour son hit-parade hebdomadaire (interprètes) dont les affichettes orange étaient distribuées aux disquaires[réf. nécessaire] ;
- par TF1, de juillet 1989 à 1995 ;
- par FR3, dans l'habillage 1991-1992 ;
- par Canal+[6], qui en dérive sa propre police de caractères ;
- par RTL-TVI de 1991 à 1994 et RTL TV de 1991 à janvier 1993 ;
- par la SNCF pour la typographie des enseignes en capitales blanches des gares ;
- par le réalisateur Stanley Kubrick dans 2001, l'Odyssée de l'espace et Eyes Wide Shut (variante Extra Bold dans ce dernier film) ;
- par les Jeux olympiques d'été de 1980 à Moscou. Une variante cyrillique de la typographie Futura Medium a été faite par Anatoli Mouzanov[7] ;
- par Wes Anderson dans La Famille Tenenbaum[8], La Vie aquatique, À bord du Darjeeling Limited et Fantastic Mr. Fox ;
- pour le titre de la série Once Upon a Time[réf. nécessaire] ;
- par l'artiste Barbara Kruger dans plusieurs de ses œuvres[9],[10],[11] ;
- par la marque Supreme pour son logo (fortement inspiré des travaux de Barbara Kruger)[réf. nécessaire] ;
- par Dennis Kelly dans Utopia[12] ;
- pour le manuel d'utilisation du jeu Fallout 3[réf. nécessaire] ;
- pour le générique du film Les Tontons flingueurs (Futura medium) ;
- par les livres de la méthode d'allemand Im Falle eines Falles ;
- par Bethesda pour le sous-titrage des dialogues et l'interface de The Elder Scrolls V: Skyrim.